# Камышинка (Омская область)
Камы́шинка — деревня в Нижнеомском районе Омской области. Входит в состав Нижнеомского сельского поселения.

## История
Основана в 1911 году. В 1928 году посёлок Камышинский состоял из 50 хозяйств, основное население — мордва. В административном отношении — центр Камышинского сельсовета Еланского района Омского округа Сибирского края.

## Население
| 2010 |
| ---- |
| 113  |

## Улицы
- ул. Ленина,
- ул. Центральная,
- ул. Школьная.